# Лотон (Мічиган)
Лотон (англ. Lawton) — селище (англ. village) в США, в окрузі Ван-Б'юрен штату Мічиган. Населення — 1850 осіб (2020).

## Географія
Лотон розташований за координатами 42°10′2″ пн. ш. 85°50′47″ зх. д. / 42.16722° пн. ш. 85.84639° зх. д. (42.167315, -85.846502).  За даними Бюро перепису населення США в 2010 році селище мало площу 6,10 км², з яких 6,01 км² — суходіл та 0,09 км² — водойми.

## Демографія
Згідно з переписом 2010 року, у селищі мешкало 1900 осіб у 730 домогосподарствах у складі 457 родин. Густота населення становила 311 особа/км².  Було 788 помешкань (129/км²).
Расовий склад населення:
| - 91,0 % — білих - 0,9 % — корінних американців - 0,7 % — чорних або афроамериканців - 0,1 % — азіатів - 5,6 % — осіб інших рас |

До двох чи більше рас належало 1,7 %. Частка іспаномовних становила 9,8 % від усіх жителів.
За віковим діапазоном населення розподілялося таким чином: 25,4 % — особи молодші 18 років, 55,4 % — особи у віці 18—64 років, 19,2 % — особи у віці 65 років та старші. Медіана віку мешканця становила 38,9 року. На 100 осіб жіночої статі у селищі припадало 82,0 чоловіків;  на 100 жінок у віці від 18 років та старших — 76,8 чоловіків також старших 18 років.
Середній дохід на одне домашнє господарство  становив 53 306 доларів США (медіана — 42 277), а середній дохід на одну сім'ю — 67 159 доларів (медіана — 53 906). Медіана доходів становила 50 350 доларів для чоловіків та 34 583 долари для жінок. За межею бідності перебувало 15,3 % осіб, у тому числі 20,6 % дітей у віці до 18 років та 3,7 % осіб у віці 65 років та старших.
Цивільне працевлаштоване населення становило 720 осіб. Основні галузі зайнятості: виробництво — 23,1 %, освіта, охорона здоров'я та соціальна допомога — 18,2 %, роздрібна торгівля — 15,6 %.